# Amazoniec ekwadorski
Amazoniec ekwadorski (Amazonius elenae) – gatunek pająka z infrarzędu ptaszników i rodziny ptasznikowatych. Zamieszkuje północną Amerykę Południową.

## Taksonomia
Gatunek ten opisany został po raz pierwszy w 1994 roku przez Güntera Schmidta pod nazwą Tapinauchenius elenae. Opisu dokonano na podstawie pojedynczej wylinki samicy. Jako miejsce typowe wskazano Tenę w ekwadorskiej prowincji Napo. W 2018 roku Martin Hüsser przeniósł ten gatunek do rodzaju Pseudoclamoris. W 2022 roku Yeimy Cifuentes i Rogéiro Bertani dokonali jego redeskrypcji i wyznaczyli go gatunkiem typowym nowego rodzaju Amazonius.

## Morfologia
Samice osiągają do około 50 mm długości ciała i do około 120 mm rozpiętości odnóży, natomiast długość ciała samców dochodzi do 40 mm. Samice są rudopomarańczowe do jasnobrązowych, a samce są brązowe, u obu płci występuje złocistobrązowe owłosienie, a na goleniach i nadstopiach obecne są różowobiałe obrączki. Karapaks jest dłuższy niż szeroki, o lekko wyniesionej części głowowej, szerszym niż dłuższym wzgórku ocznym, głębokich i prostych jamkach oraz wyraźnych rowkach tułowiowych. Oczy pary przednio-środkowej leżą na tej samej wysokości co pary przednio-bocznej, a pary tylno-bocznej bardziej z przodu niż pary tylno-środkowej. Nadustek nie występuje. Szczękoczułki mają na przednich krawędziach rowków od 9 do 10 ząbków, a w częściach przednio-brzusznych bezładnie rozmieszczone długie i krótkie, nitkowate szczecinki strydulacyjne. Narząd strydulacyjny na szczękach ma formę owalnej łaty z nieuporządkowanych, nieco pogrubionych i pomarszczonych szczecin. Kolejność par odnóży od najdłuższej do najkrótszej u samicy to: IV, I, II, III, natomiast u samca odnóża pary czwartej i pierwszej są jednakowej długości. Stopy wszystkich par odnóży oraz nadstopia dwóch pierwszych par mają całkowite skopule, nadstopia pary ostatniej mają skopule zajmujące tylko odsiebną ćwiartkę długości, a te pary trzeciej mają skopule zajmujące odsiebną ½ u samicy i odsiebne ⅔ u samca. 
Samce mają na goleniach pierwszej pary odnóży apofizy (haki) goleniowe złożone z dwóch gałęzi, z których przednio-boczna jest mniejsza i zaopatrzona w kolec na boku, a tylno-boczna większa i zaopatrzona w kolec na wierzchołku; za gałęzią tylno-boczną leży okrągły guzek. Nogogłaszczki samca mają kulisty bulbus z niewielkim subtegulum i około 3,6 raza dłuższym od tegulum, w części dosiebnej prostym, a w części odsiebnej mocno zakrzywionym, ku szczytowi zwężonym embolusem. Genitalia samicy mają dwie całkowicie odseparowane, długie spermateki o wielopłatowych wierzchołkach.

## Ekologia i występowanie
Gatunek neotropikalny, znany z Ekwadoru oraz stanów Acre, Amazonas i Rondônia na północnym zachodzie Brazylii. Jest ptasznikiem nadrzewnym. Bytuje w szczelinach kory, dziuplach i próchnowiskach.

## Hodowla
Dorosły osobnik wymaga pionowego terrarium o minimalnych wymiarach 25×25×30 cm z elementem wystroju ułatwiającym konstrukcję gniazda. Zaleca się temperaturę 26–28°C w dzień i 23–26°C w nocy oraz wilgotność około 80%. Preferowane jest karmienie owadami ruchliwymi. Rozmnażanie jest dość łatwe, ale nierzadko dochodzi do agresji względem samca czy kanibalizmu seksualnego. Samica produkuje kokon jajowy zwykle po około 80 dniach od kopulacji, a pierwsze stadium rozwojowe młodych pojawia się w nim po około 25 dniach.